# Grand Prix Brazílie

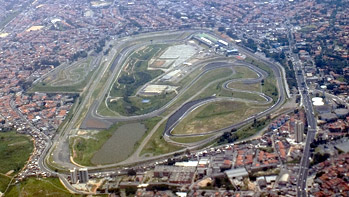
Okruh v Interlagosu

Grand Prix Brazílie (portugalsky Grande Prêmio do Brasil) je závod mistrovství světa Formule 1 konaný každoročně na okruhu Autódromo José Carlos Pace v Interlagosu.

## Vítězové Grand Prix Brazílie
Tučně jsou znázorněni účastníci aktuální sezóny šampionátu Formule 1.
Růžové pozadí znázorňuje závody, které nebyly součástí šampionátů Formule 1.

### Opakovaná vítězství (jezdci)
| Počet vítězství | Jezdec             | Roky                               |
| --------------- | ------------------ | ---------------------------------- |
| 6               | Alain Prost        | 1982, 1984, 1985, 1987, 1988, 1990 |
| 4               | Carlos Reutemann   | 1972, 1977, 1978, 1981             |
| 4               | Michael Schumacher | 1994, 1995, 2000, 2002             |
| 3               | Sebastian Vettel   | 2010, 2013, 2017                   |
| 3               | Lewis Hamilton     | 2016, 2018, 2021                   |
| 3               | Max Verstappen     | 2019, 2023, 2024                   |
| 2               | Emerson Fittipaldi | 1973, 1974                         |
| 2               | Nelson Piquet      | 1983, 1986                         |
| 2               | Nigel Mansell      | 1989, 1992                         |
| 2               | Ayrton Senna       | 1991, 1993                         |
| 2               | Mika Häkkinen      | 1998, 1999                         |
| 2               | Juan Pablo Montoya | 2004, 2005                         |
| 2               | Felipe Massa       | 2006, 2008                         |
| 2               | Mark Webber        | 2009, 2011                         |
| 2               | Nico Rosberg       | 2014, 2015                         |

### Opakovaná vítězství (týmy)
| Počet vítězství | Konstruktér | Roky                                                                   |
| --------------- | ----------- | ---------------------------------------------------------------------- |
| 12              | McLaren     | 1974, 1984, 1985, 1987, 1988, 1991, 1993, 1998, 1999, 2001, 2005, 2012 |
| 11              | Ferrari     | 1976, 1977, 1978, 1989, 1990, 2000, 2002, 2006, 2007, 2008, 2017       |
| 7               | Red Bull    | 2009, 2010, 2011, 2013, 2019, 2023, 2024                               |
| 6               | Williams    | 1981, 1986, 1992, 1996, 1997, 2004                                     |
| 6               | Mercedes    | 2014, 2015, 2016, 2018, 2021, 2022                                     |
| 3               | Brabham     | 1972, 1975, 1983                                                       |
| 2               | Renault     | 1980, 1982                                                             |
| 2               | Benetton    | 1994, 1995                                                             |

### Opakovaná vítězství (dodavatelé motorů)
| Počet vítězství | Dodavatel  | Roky                                                             |
| --------------- | ---------- | ---------------------------------------------------------------- |
| 11              | Ferrari    | 1976, 1977, 1978, 1989, 1990, 2000, 2002, 2006, 2007, 2008, 2017 |
| 11              | Mercedes** | 1998, 1999, 2001, 2005, 2012, 2014, 2015, 2016, 2018, 2021, 2022 |
| 10              | Renault    | 1980, 1982, 1992, 1995, 1996, 1997, 2009, 2010, 2011, 2013       |
| 9               | Ford*      | 1972, 1973, 1974, 1975, 1979, 1981, 1993, 1994, 2003             |
| 4               | Honda      | 1986, 1988, 1991, 2019                                           |
| 3               | TAG***     | 1984, 1985, 1987                                                 |
| 10              | BMW        | 1983, 2004                                                       |
| 10              | Honda RBPT | 2023, 2024                                                       |

* V letech 1997-2003 působil jako Ilmor.

** V letech 1968-1993 působil jako Cosworth.

*** Byl vyráběn Porsche.

### Vítězové v jednotlivých letech
| Rok  | Jezdec               | Konstruktér                | Trať        | Výsledky  |
| ---- | -------------------- | -------------------------- | ----------- | --------- |
| 2024 | Max Verstappen       | Red Bull Racing-Honda RBPT | Interlagos  | Výsledky  |
| 2023 | Max Verstappen       | Red Bull Racing-Honda RBPT | Interlagos  | Výsledky  |
| 2022 | George Russell       | Mercedes                   | Interlagos  | Výsledky  |
| 2021 | Lewis Hamilton       | Mercedes                   | Interlagos  | Výsledky  |
| 2020 | Nejelo se            | Nejelo se                  | Nejelo se   | Nejelo se |
| 2019 | Max Verstappen       | Red Bull Racing-Honda      | Interlagos  | Výsledky  |
| 2018 | Lewis Hamilton       | Mercedes                   | Interlagos  | Výsledky  |
| 2017 | Sebastian Vettel     | Ferrari                    | Interlagos  | Výsledky  |
| 2016 | Lewis Hamilton       | Mercedes                   | Interlagos  | Výsledky  |
| 2015 | Nico Rosberg         | Mercedes                   | Interlagos  | Výsledky  |
| 2014 | Nico Rosberg         | Mercedes                   | Interlagos  | Výsledky  |
| 2013 | Sebastian Vettel     | Red Bull-Renault           | Interlagos  | Výsledky  |
| 2012 | Jenson Button        | McLaren-Mercedes           | Interlagos  | Výsledky  |
| 2011 | Mark Webber          | Red Bull-Renault           | Interlagos  | Výsledky  |
| 2010 | Sebastian Vettel     | Red Bull-Renault           | Interlagos  | Výsledky  |
| 2009 | Mark Webber          | Red Bull-Renault           | Interlagos  | Výsledky  |
| 2008 | Felipe Massa         | Ferrari                    | Interlagos  | Výsledky  |
| 2007 | Kimi Räikkönen       | Ferrari                    | Interlagos  | Výsledky  |
| 2006 | Felipe Massa         | Ferrari                    | Interlagos  | Výsledky  |
| 2005 | Juan Pablo Montoya   | McLaren-Mercedes           | Interlagos  | Výsledky  |
| 2004 | Juan Pablo Montoya   | Williams-BMW               | Interlagos  | Výsledky  |
| 2003 | Giancarlo Fisichella | Jordan-Ford                | Interlagos  | Výsledky  |
| 2002 | Michael Schumacher   | Ferrari                    | Interlagos  | Výsledky  |
| 2001 | David Coulthard      | McLaren-Mercedes           | Interlagos  | Výsledky  |
| 2000 | Michael Schumacher   | Ferrari                    | Interlagos  | Výsledky  |
| 1999 | Mika Häkkinen        | McLaren-Mercedes           | Interlagos  | Výsledky  |
| 1998 | Mika Häkkinen        | McLaren-Mercedes           | Interlagos  | Výsledky  |
| 1997 | Jacques Villeneuve   | Williams-Renault           | Interlagos  | Výsledky  |
| 1996 | Damon Hill           | Williams-Renault           | Interlagos  | Výsledky  |
| 1995 | Michael Schumacher   | Benetton-Renault           | Interlagos  | Výsledky  |
| 1994 | Michael Schumacher   | Benetton-Ford              | Interlagos  | Výsledky  |
| 1993 | Ayrton Senna         | McLaren-Ford               | Interlagos  | Výsledky  |
| 1992 | Nigel Mansell        | Williams-Renault           | Interlagos  | Výsledky  |
| 1991 | Ayrton Senna         | McLaren-Honda              | Interlagos  | Výsledky  |
| 1990 | Alain Prost          | Ferrari                    | Interlagos  | Výsledky  |
| 1989 | Nigel Mansell        | Ferrari                    | Jacarepaguá | Výsledky  |
| 1988 | Alain Prost          | McLaren-Honda              | Jacarepaguá | Výsledky  |
| 1987 | Alain Prost          | McLaren-TAG                | Jacarepaguá | Výsledky  |
| 1986 | Nelson Piquet        | Williams-Honda             | Jacarepaguá | Výsledky  |
| 1985 | Alain Prost          | McLaren-TAG                | Jacarepaguá | Výsledky  |
| 1984 | Alain Prost          | McLaren-TAG                | Jacarepaguá | Výsledky  |
| 1983 | Nelson Piquet        | Brabham-BMW                | Jacarepaguá | Výsledky  |
| 1982 | Alain Prost          | Renault                    | Jacarepaguá | Výsledky  |
| 1981 | Carlos Reutemann     | Williams-Ford              | Jacarepaguá | Výsledky  |
| 1980 | René Arnoux          | Renault                    | Interlagos  | Výsledky  |
| 1979 | Jacques Laffite      | Ligier-Ford                | Interlagos  | Výsledky  |
| 1978 | Carlos Reutemann     | Ferrari                    | Jacarepaguá | Výsledky  |
| 1977 | Carlos Reutemann     | Ferrari                    | Interlagos  | Výsledky  |
| 1976 | Niki Lauda           | Ferrari                    | Interlagos  | Výsledky  |
| 1975 | Carlos Pace          | Brabham-Ford               | Interlagos  | Výsledky  |
| 1974 | Emerson Fittipaldi   | McLaren-Ford               | Interlagos  | Výsledky  |
| 1973 | Emerson Fittipaldi   | Lotus-Ford                 | Interlagos  | Výsledky  |
| 1972 | Carlos Reutemann     | Brabham-Ford               | Interlagos  | Výsledky  |